# Campionati del mondo di ciclismo su strada 1951
I Campionati del mondo di ciclismo su strada 1951 si disputarono a Varese, in Italia, il 2 settembre 1951.
Furono assegnati due titoli:
- Prova in linea Uomini Dilettanti, gara di 172,200 km
- Prova in linea Uomini Professionisti, gara di 295,200 km

## Storia

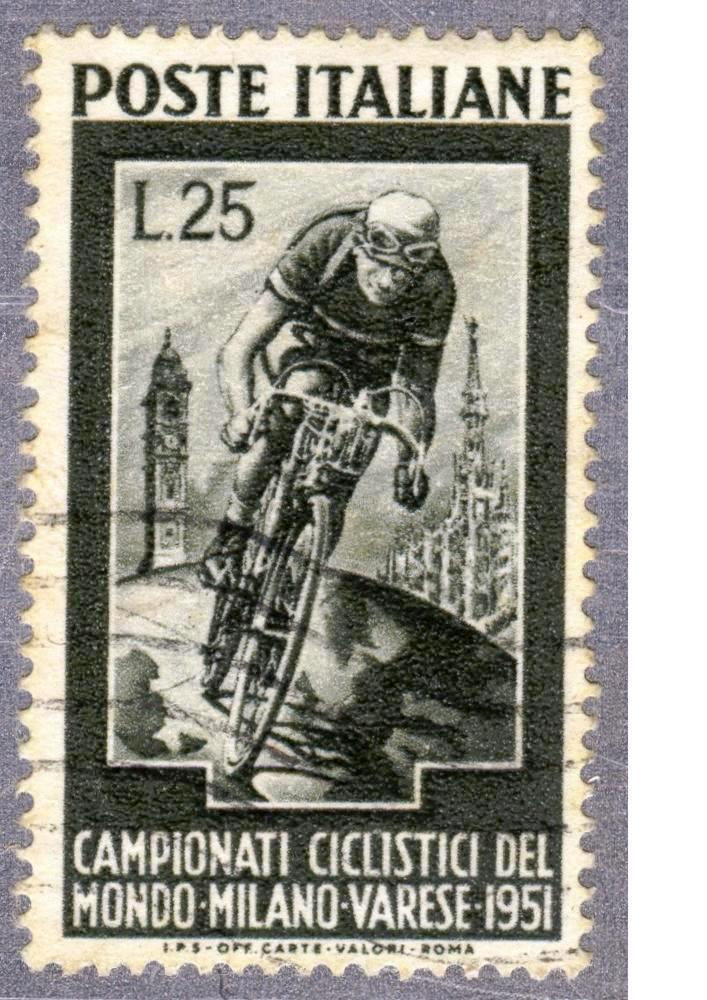

Dopo quasi vent'anni i mondiali tornarono in Italia, sul circuito attorno alla città di Varese, e la selezione azzurra scelse come leader Fiorenzo Magni e ancora Gino Bartali, vista l'assenza di Coppi. Solo Magni riuscì a rientrare sulla fuga che arrivò fin sul traguardo con un gruppo di testa formato da otto corridori, gli italiani Magni, Giuseppe Minardi e Antonio Bevilacqua, lo svizzero Ferdinand Kübler, il belga Jozef De Feyter, il tedesco Heinz Schwarzer e i due olandesi Gerrit Voorting e Wout Wagtmans. Arrivo in volata, con Minardi a lanciare la volata a Bevilacqua, cui si unì Magni, ma fu Kübler, inatteso protagonista dello sprint, a superare tutti e vincere la medaglia d'oro, dopo l'argento del 1949 e il bronzo del 1950. Su quarantasei corridori partiti, ventiquattro conclusero la prova.
L'Italia tornò vittoriosa nella prova dilettanti, con Gianni Ghidini campione del mondo e Rino Benedetti argento.

## Medagliere
| Pos.   | Nazione     | Oro | Argento | Bronzo | Totale |
| ------ | ----------- | --- | ------- | ------ | ------ |
| 1      | Italia      | 1   | 2       | 1      | 4      |
| 2      | Svizzera    | 1   | 0       | 0      | 1      |
| 3      | Paesi Bassi | 0   | 0       | 1      | 1      |
| Totale | Totale      | 2   | 2       | 2      | 6      |

## Sommario degli eventi
| Eventi                 | Oro                   | Tempo                      | Argento               | Tempo | Bronzo                    | Tempo |
| Uomini Professionisti  |                       |                            |                       |       |                           |       |
| Gara in linea dettagli | Ferdi Kübler Svizzera | 8h28'28" Media 34,834 km/h | Fiorenzo Magni Italia | s.t.  | Antonio Bevilacqua Italia | s.t.  |
| Uomini Dilettanti      |                       |                            |                       |       |                           |       |
| Gara in linea dettagli | Gianni Ghidini Italia | 4h44'22"                   | Rino Benedetti Italia | ?     | Jan Plantaz Paesi Bassi   | ?     |